# Reichspost (Zeitung)
Die Reichspost war eine österreichische Tageszeitung für „das christliche Volk Österreich-Ungarns“, die in Wien herausgegeben wurde und sich hauptsächlich an die katholische Leserschaft wandte.

## Geschichte
Die der Christlichsozialen Partei nahestehende, aber nicht als Parteiorgan geführte Zeitung erschien erstmals am 1. Januar 1894. Mitbegründer war Friedrich X. von Dalberg. Im Juli 1896 begann Friedrich Funder seine Tätigkeit bei der Reichspost. Er avancierte 1902 zum Chefredakteur und übernahm 1904 auch die Funktion des Herausgebers. Funder, ein hochgebildeter Journalist und überzeugter Monarchist, dominierte die Zeitung bis zum „Anschluss“ im März 1938. Er galt unter anderem als enger Vertrauter von Ignaz Seipel.
Die Reichspost wurde für politisch interessierte Kreise, den katholischen Klerus und für katholische Leser der Mittelschicht konzipiert. Sie vertrat eine politisch konservative und wirtschaftlich antisemitische Linie. Funder stand hingegen der „trialistischen“, slawenfreundlichen Reformhaltung des Thronfolgers Franz Ferdinand von Österreich-Este nahe. Bis zum Ende der Donaumonarchie verhielt sich die Reichspost betont kaisertreu. 1918 übernahm Prälat Ignaz Seipel den Vorsitz des 1912 gegründeten Trägervereins „Herold“, den er auch beibehielt und nur zu den Zeiten seiner Kanzlerschaft (1922–1924, 1927–1929) ruhen ließ.
Mit dem Ende der Monarchie geriet das Blatt in eine tiefe wirtschaftliche Krise und war zeitweilig auf Subventionen niederländischer und amerikanischer Bischöfe angewiesen. Die Verlagsanstalt Herold übernahm ab 1. Januar 1919 den Druck, ab 1. Oktober 1922 umbenannt in Verlagsanstalt Herold Kommandit-Gesellschaft auf Aktien (persönlich haftender Gesellschafter blieb der Verein). (Unter dem Namen Herold Druck und Verlag AG besteht diese noch heute – nicht zu verwechseln mit Herold Business Data, die damit nichts zu tun hat.)
In der Folge erwarb der Verlag 1928 die Druckerei „Albrecht Dürer“ in der Bandgasse, ein zuvor deutschnationales Unternehmen. Dort wurde ab 1929 das kommerziell erfolgreiche Kleine Volksblatt produziert, das in der Folge dem Verein Herold immer wieder Mittel zuführen musste, um die prestigeträchtige, aber defizitäre Reichspost zu finanzieren. Die Situation war hier ähnlich jener im sozialdemokratischen Bereich: auch hier musste seit 1927 eine kleinformatige Massenzeitung (Das Kleine Blatt) die Verluste der „niveauvolleren“ Arbeiter-Zeitung finanzieren.
In der Ersten Republik blieb die Reichspost auf (bürgerlicher) Regierungslinie. In der Debatte um den Schattendorf-Prozess stellte sich die Zeitung beispielsweise eindeutig hinter die angeklagten Mitglieder der Frontkämpfervereinigung Deutsch-Österreichs. Am 15. Juli 1927 kam es daher nicht nur zum Justizpalastbrand, sondern wurde auch das Gebäude der Reichspost von Demonstranten in Brand gesteckt. Die Schäden blieben aber begrenzt, die Produktion konnte nach drei Tagen wieder voll aufgenommen werden.
Die Reichspost erschien täglich in zwei Ausgaben, die als Morgen- und Abendblatt verkauft wurden. Im Jahr 1937 erreichte die Auflage eine Stückzahl von etwa 30.000 an Wochentagen, sonntags wurden 45.000 Exemplare gedruckt. Die Verlagsanstalt gab neben dieser Zeitung noch das Wiener Montagsblatt, das Badener Volksblatt und das Neue Wochenblatt für das Viertel unter dem Manhartsberg heraus.
Die Einstellung erfolgte am 30. September 1938 auf Druck des NS-Regimes, wonach Zeitungen, die den austrofaschistischen Ständestaat (1934–1938) unterstützten, nicht mehr erscheinen sollten. Bereits unmittelbar nach dem Einmarsch der deutschen Truppen war Friedrich Funder verhaftet und ins KZ Dachau gebracht worden.

## Organisation der Zeitung
- Redakteur:
  - bis 20. Dezember 1919 – Heinrich Ambros
  - bis 30. Juni 1922 – Karl Fürlinger
  - bis 30. September 1938 – Karl Schiffleitner

- Hauptschriftleiter (1937) – Hans Maurer
- Ressort Außenpolitik (1937) – Urbas
- Ressort Innenpolitik (1937) – Dr. Walter
- Korrespondent in Berlin (1937) – Winternitz